# جلابية

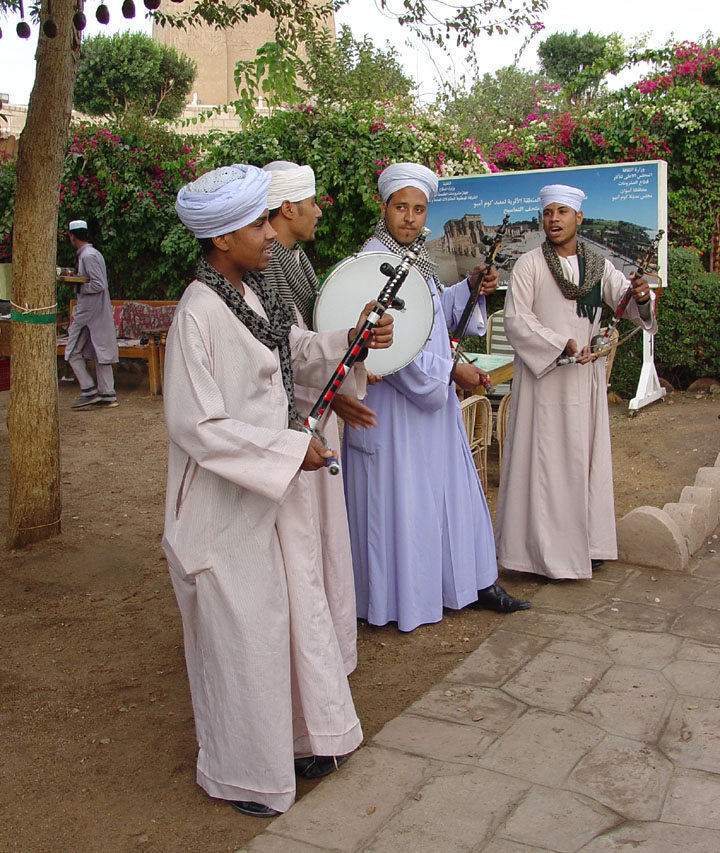
موسيقيين في مصر يرتدون جلابيات مدنية.

الجَلَّابِيَّة (الجمع: جَلَّابِيَّات وجَلالِيبُ) هي ثوب فضفاض يلبسه السودانيون والمصريون في المناطق الريفية والصعيد والنوبة، وهو بمعنى الجِلْباب.
الجلابية قطعة قماش مزخرفة تفصل على مقاس وحجم الجسم وتكون واسعة معظم الأوقات ولها أشكال وألوان عديدة وتختلف من بلد لآخر، وتسمى أيضاً الدشداشة والكندورة في عدد من البلاد العربية. وتعتبر زي قومي في السودان، وصعيد مصر والريف المصري، وهي تختلف عن الثوب العربي.

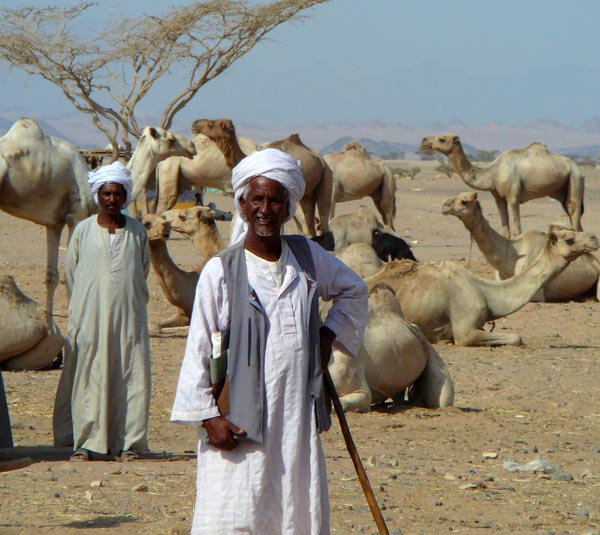
جماعة من قبيلة البجة السودانية في حلايب يلبسون الجلابية.

يستخدم في تصنيع الجلابيات أنواع من الأقمشة كالقطن والبوليستر والخيط نسبة لحرارة الجزء. ولا يستخدم الحرير لأنه محرم على الرجال.

## الجلابية المصرية
هي لباس أهل البلد في الريف المصري وصعيد مصر من الرجال والنساء. وتختلف الجلابية المصرية من محافظة لأخرى، حيث أن الجلابية النسائية في الريف تميل للألوان المبهجة والزخرفة أكثر من الجلابية النسائية في الصعيد. أما عن الرجال فالجلابية في الريف المصري تصنع من القطن المصري المحلي وتمتاز بفتحة الصدر الواسعة. الألوان السائدة للجلابية الرجالي في مصر هي أبيض، رمادي، مائل للأزرق أو مائل للبنية.

## الجلابية السودانية
الزي القومي السوداني، وهي ليست الزي الوحيد بالسودان المترامي الأطراف، الزاخر بالتنوع الإرثي والثقافي والمناخي، وإنّما أصبحت تمثل زي السودان القومي لأنها صارت بمرور الزمان الزيّ الأساسي لسكانه.

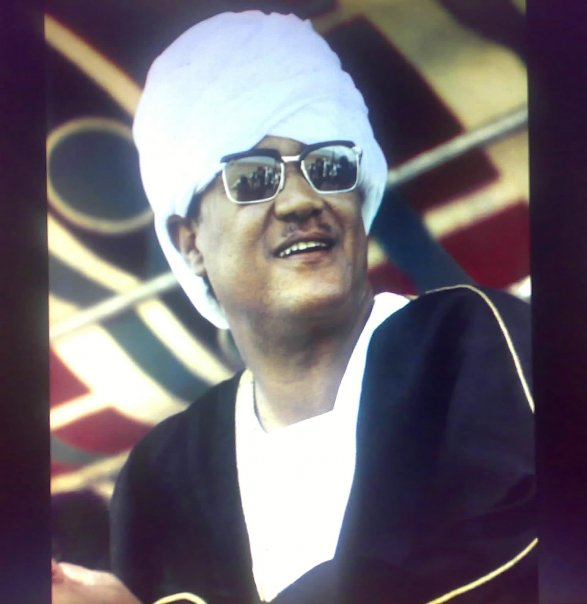
الرئيس السوداني الراحل جعفر محمد نميري وهو يرتدي الزي القومي

والجلابية السودانية هي بالطبع زي رجالي صرف إلاّ أنها ليست على شاكلة واحدة ونمط لا يتغير وإنّما هي أشكال عدّة، وتقف خلف هذا التعدد عوامل كثيرة منها المناخي حيث يتميز السودان بتعدد مناخي كبير يتدرج من الصحراوي شمالاً إلى الاستوائي جنوباً، ومن هذه العوامل أيضاً عوامل تاريخية ودينية ومهنية وجمالية.
اعتاد السودانيون على ارتداء الجلابية السودانية في الأعياد، وقد يقوم الرجل السوداني بانتقاء أحدث أنواع الأقمشة والذهاب بها إلى أمهر الخياطين المشهورين بخياطة الجلاليب، حيث تكتمل الفرحة بارتداء جلابية جديدة في العيد كجزء من التقاليد السودانية.
الجلابية السودانية متعددة الأنواع بفعل عوامل كثيرة، وكذلك فإن ملحقاتها التي تعتبر لازمة وضرورية لها تتعدد هي أيضاً بفعل نفس العوامل، فترى من هذه الملحقات (الصديري) بالنسبة لسكان الشرق الجبليين، و(الملفحة والشال) بالنسبة لسكان المدن، أما العمامة (العِمة) والطاقية و(المركوب) فهي مما لا يصح ارتداء الجلابية بدونها وإلاّ فقدت رمزيتها القومية.

## طالع المزيد
- ثوب
- جلابة